# Bat Conservation International

Logo der Bat Conservation International

Die Bat Conservation International (BCI) ist eine der größten internationalen Non-Profit-Organisationen im Bereich des  Fledermausschutzes. Ziel der 1982 von Merlin Tuttle gegründeten Organisation ist der Schutz der Fledermäuse weltweit sowie der Schutz ihrer Lebensräume und Ökosysteme.

## Geschichte und Ziele
Die Organisation wurde am 2. Oktober 1982 von dem Biologen und Umweltschützer Merlin Tuttle in Milwaukee, Wisconsin, gegründet. Tuttle war zum Zeitpunkt der Gründung Kurator für den Bereich Säugetiere am Milwaukee (Wisconsin) Public Museum. 1986 wurde der Sitz nach Austin, Texas, verlegt, wo er bis heute ist. Die Mitgliederzeitschrift BATS erscheint seit 1983.
Seit ihrem Bestehen ist die Bat Conservation International international tätig und arbeitet mit zahlreichen Organisationen zusammen. Sie kooperiert mit dem United States Fish and Wildlife Service und veröffentlichte zahlreiche Schriften, Filme, Ausstellungen und andere Materialien zum Schutz der Fledermäuse. Sie organisiert zudem Workshops, Stipendien und Forschungsarbeiten zu diesem Thema. Als Bat Specialist Group erarbeitet sie mit der International Union for Conservation of Nature and Natural Resources (IUCN) Profile über den Gefährdungsstatus von Fledermäusen und Flughunden. Nach eigenen Angaben beschäftigt die Organisation aktuell 30 Mitarbeiter.
Neben der allgemeinen Öffentlichkeitsarbeit zur Information über Fledermäuse und ihren sonstigen Aktivitäten liegen aktuelle Schwerpunkte auf der Identifizierung und Bekämpfung des White-Nose-Syndroms, einer Pilzerkrankung bei Fledermäusen, die sich in Nordamerika ausbreitet, sowie der Windenergie und ihren Effekten auf die Fledermauspopulationen.

## Belege
1. ↑   Our founder (Memento vom 17. April 2011 im Internet Archive) auf den Internetseiten der Bat Conservation International
2. ↑  Global Plan for Fruit Bats (Memento vom 15. April 2012 im Internet Archive) auf den Internetseiten der Bat Conservation International
3. ↑  About us (Memento vom 27. März 2012 im Internet Archive) auf den Internetseiten der Bat Conservation International
4. ↑  Press room (Memento vom 27. März 2012 im Internet Archive) auf den Internetseiten der Bat Conservation International